# 4520 Dovzhenko
4520 Dovzhenko è un asteroide della fascia principale. Scoperto nel 1977, presenta un'orbita caratterizzata da un semiasse maggiore pari a 2,2738507 UA e da un'eccentricità di 0,2206861, inclinata di 4,26168° rispetto all'eclittica.